# Доктор наук
До́ктор нау́к — учёная степень второй, высшей ступени (после кандидата наук) в СССР, Российской Федерации, а также в ряде стран СНГ и в некоторых бывших социалистических странах.
В СССР она была учреждена (вместе со всей системой учёных степеней и званий) постановлением СНК СССР от 13 января 1934 года. В российских вузах наличие степени доктора наук является одним из условий для участия в конкурсе на замещение должности профессора, а также присвоения одноимённого учёного звания.

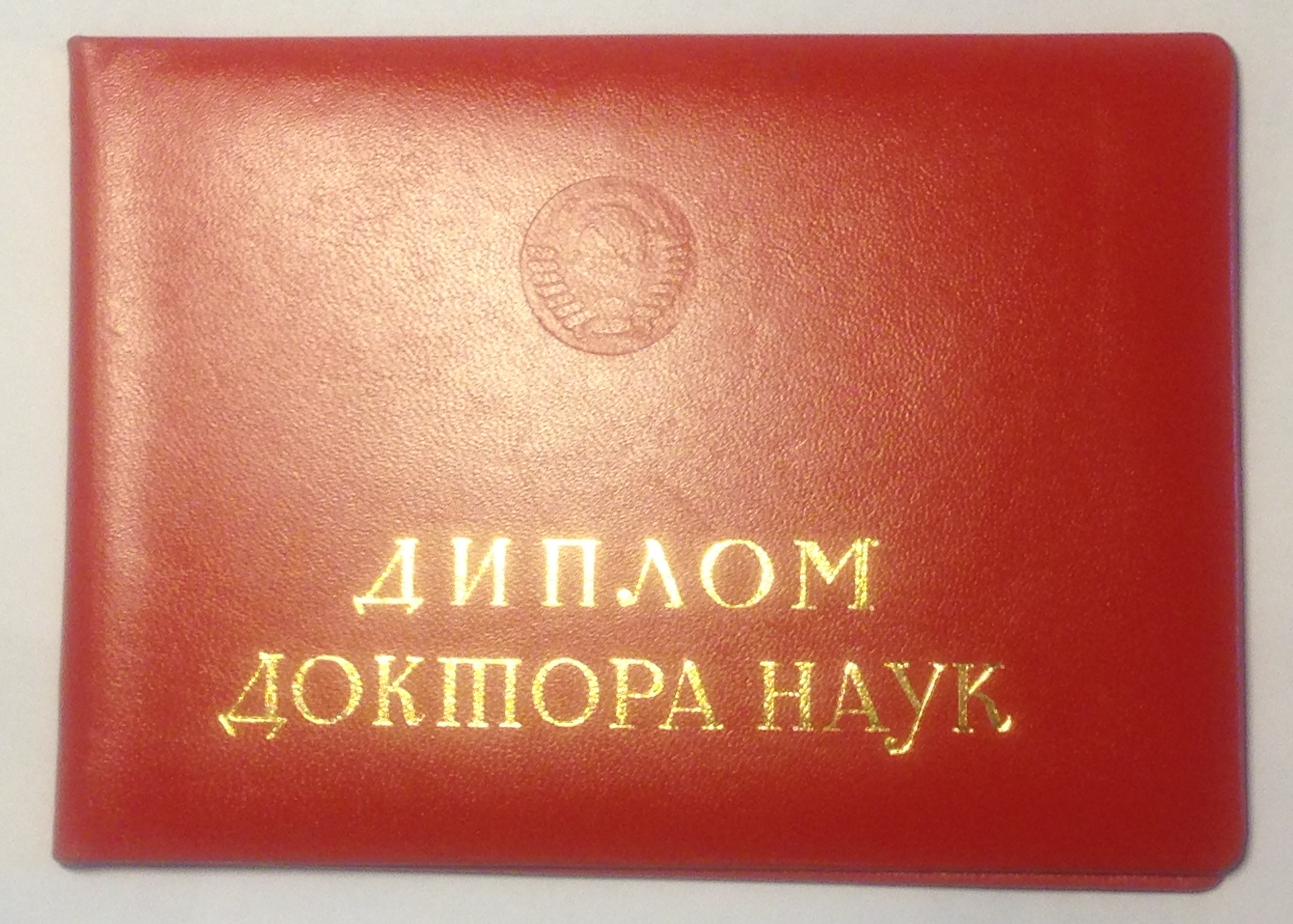
Обложка диплома доктора наук (советского образца)

## Порядок присуждения степени в России
В России степень доктор наук присуждается по результатам публичной защиты докторской диссертации. Соискатель должен иметь учёную степень кандидата наук.
После успешной защиты диссертационный совет учреждения, в котором она состоялась, в большинстве случаев обязан подать соответствующие документы в Высшую аттестационную комиссию (ВАК) для утверждения и принятия президиумом ВАК окончательного решения относительно присуждения. В последние годы некоторые ведущие научно-образовательные учреждения России были наделены правом присуждения учёных степеней самостоятельно, без взаимодействия с ВАК. Первыми, с 1 сентября 2016 года, это право обрели МГУ и СПбГУ, с 1 сентября 2017 года к ним добавилось ещё 19 образовательных и 4 научные организации, в 2018—2019 годах присоединились СПбПУ, ТГУ, ПМГМУ, АФТУ, а c 2020 по 2022 годы НМИЦ ТИО им. Шумакова, НТЦ УП и ИПМаш. В октябре 2022 года в законодательство были внесены изменения, существенно (примерно до 100) расширяющие круг образовательных организаций с правом автономного присуждения степеней.
Согласно Положению о порядке присуждения учёных степеней, «диссертация на соискание учёной степени доктора наук должна быть научно-квалификационной работой, в которой на основании выполненных автором исследований разработаны теоретические положения, совокупность которых можно квалифицировать как новое крупное научное достижение, либо решена крупная научная проблема, имеющая важное социально-культурное или хозяйственное значение, либо изложены научно обоснованные технические, экономические или технологические решения, внедрение которых вносит значительный вклад в развитие экономики страны и повышение её обороноспособности».
Защита происходит по конкретной специальности. Полный список специальностей периодически обновляется, его последняя версия вступила в силу 17 апреля 2021 года.
Порядок получение степени доктора наук, изложенный ниже, был типичен в СССР, принят ныне в России и ряде постсоветских стран.

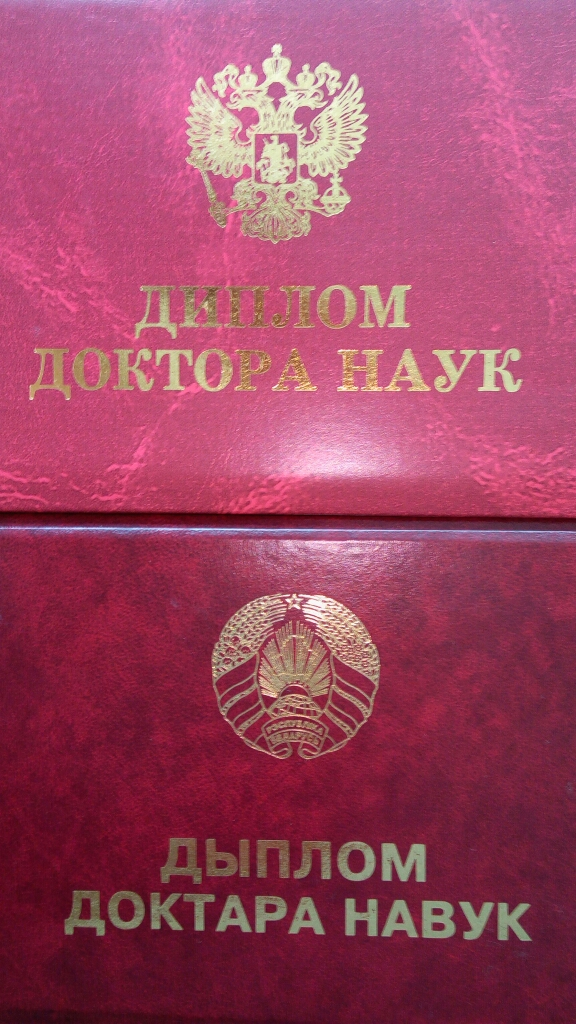
Обложка диплома доктора наук в РФ и Республике Беларусь

Диссертация на соискание учёной степени доктора наук представляется в одном из трёх видов:
- специально подготовленная рукопись (это наиболее частый случай);
- научный доклад (с разрешения ВАК по ходатайству диссертационного совета; готовится соискателем на основе совокупности ранее опубликованных им научных и опытно-конструкторских работ по соответствующей отрасли знаний, имеющих большое значение для науки и практики, представляет собой краткое обобщённое изложение результатов проведённых им исследований и разработок, известных широкому кругу специалистов);
- опубликованная монография (научное книжное издание, содержащее полное и всестороннее исследование темы, прошедшее научное рецензирование и удовлетворяющее критериям, установленным «Положением о порядке присуждения учёных степеней»).

Диссертация и её автореферат пишутся на русском языке, сама защита также проходит на русском языке (при необходимости защита может проходить на иностранном языке, но с обеспечением перевода на русский язык). В июне 2017 года иностранным гражданам было разрешено представлять диссертацию и её автореферат одновременно на русском и иностранном языках.
Основные научные результаты докторской диссертации должны быть опубликованы в ведущих рецензируемых научных журналах и изданиях, перечень которых определяет ВАК. К опубликованным результатам приравниваются также патенты на изобретения и тому подобное. К диссертации соискателем пишется автореферат объёмом до двух (в гуманитарных науках — до 2,5) печатных листов, где излагаются основные идеи и выводы диссертации, показаны вклад автора в проведённое исследование, степень новизны и практическая значимость результатов исследований. Автореферат за три месяца до защиты рассылается членам диссертационного совета, а также организациям по списку, определённому ВАК, и по дополнительному списку, определённому диссертационным советом. При защите диссертации в виде научного доклада в качестве автореферата рассылается текст доклада; в таком случае действуют повышенные требования по числу публикаций, чем при «обычных» защитах.
Защита диссертации происходит на открытом заседании диссертационного совета, состоящем из докторов наук и получившим от ВАК право рассматривать диссертации по определённому кругу специальностей. Диссертационные советы создаются при соответствующих научно-исследовательских организациях (институтах, научных центрах и так далее) и университетах (и других вузах). В защите диссертации участвуют три официальных оппонента — доктора наук, заранее назначенные диссертационным советом, которые должны дать письменный отзыв о диссертации. В обсуждении диссертации, кроме членов совета и оппонентов, имеют право участвовать другие научные работники и специалисты. После обсуждения работы происходит тайное голосование членов диссертационного совета. Решение диссертационного совета по вопросу присуждения учёной степени доктора наук считается положительным, если за него проголосовали не менее двух третей членов совета, участвовавших в заседании.

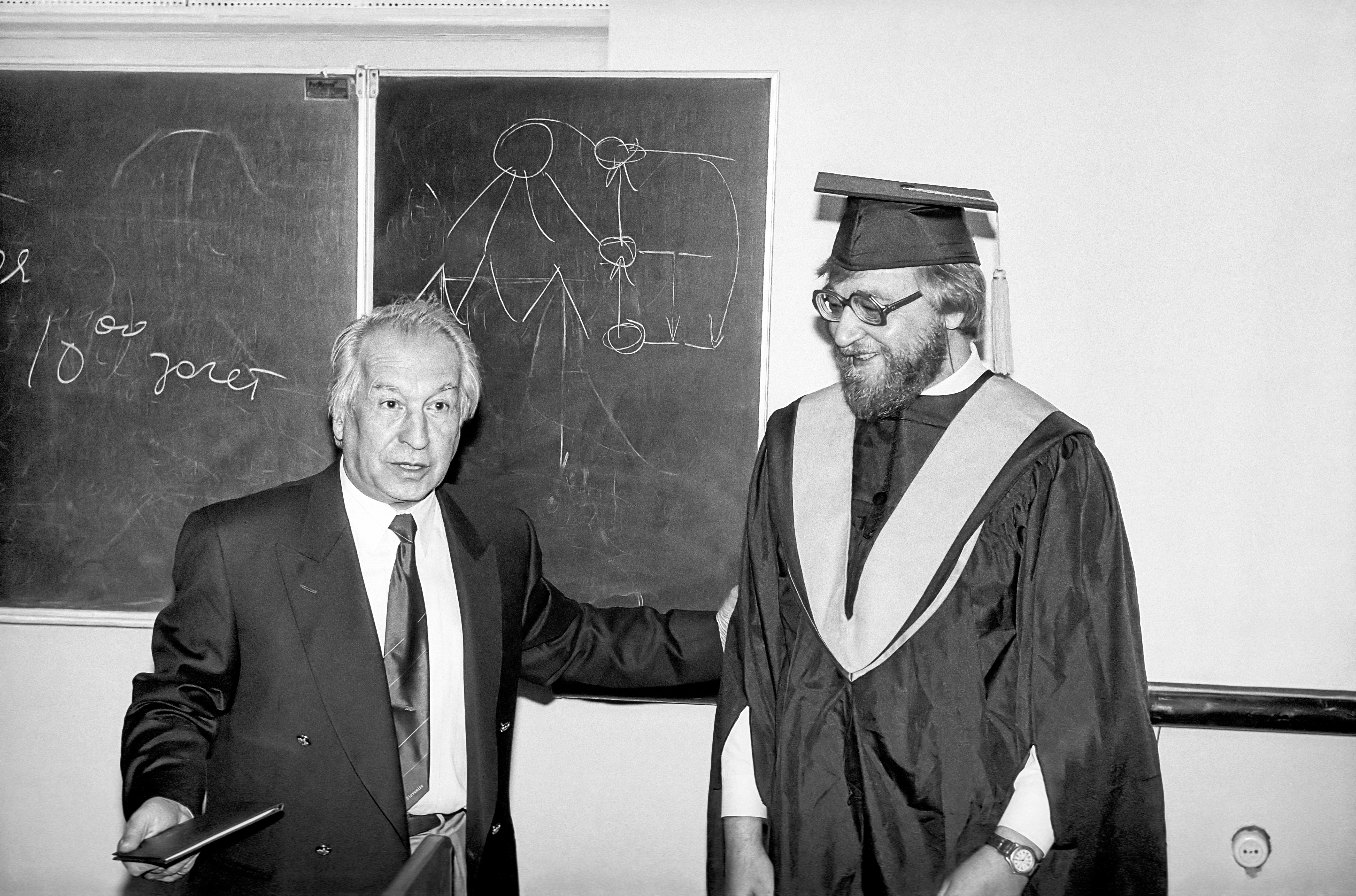
А. К. Айламазян (слева) вручает диплом доктора наук С. М. Абрамову, 1996 год

Если диссертационный совет функционирует в организации, не наделённой правом самостоятельного присуждения степеней, то он по результатам защиты подаёт (или, при отрицательном результате, не подаёт) в ВАК ходатайство о присуждении учёной степени доктора наук соискателю. Это ходатайство и диссертация рассматриваются экспертным советом ВАК по соответствующей специальности, после чего заключение экспертного совета о возможности присуждения степени направляется в президиум ВАК, который и принимает окончательное решение.
Вручение диплома доктора наук происходит через несколько месяцев после защиты, нередко в торжественной обстановке.
Лица, которым учёные степени присуждены с нарушением установленного порядка, могут быть лишены этих степеней ВАК, как правило, по ходатайствам диссертационных советов, на заседании которых состоялась защита диссертаций.

## Научные отрасли
В зависимости от специальности, по которой происходит защита докторской диссертации, в России соискателю присуждается одна из следующих учёных степеней:
| Список докторских степеней по отраслям науки и их сокращения | Список докторских степеней по отраслям науки и их сокращения | Список докторских степеней по отраслям науки и их сокращения |
| ------------------------------------------------------------ | ------------------------------------------------------------ | ------------------------------------------------------------ |
| Название степени                                             | Сокращение согласно (недействующему) приказу Миннауки РФ     | Используемые в РАН сокращения                                |
| Доктор архитектуры                                           | д-р архитектуры                                              | д. арх.                                                      |
| Доктор биологических наук                                    | д-р биол. наук                                               | д. б. н.                                                     |
| Доктор ветеринарных наук                                     | д-р ветеринар. наук                                          | д. вет. н                                                    |
| Доктор военных наук                                          | д-р воен. наук                                               | д. воен. н.                                                  |
| Доктор географических наук                                   | д-р геогр. наук                                              | д. г. н.                                                     |
| Доктор геолого-минералогических наук                         | д-р геол.-минерал. наук                                      | д. г.-м. н.                                                  |
| Доктор искусствоведения                                      | д-р искусствоведения                                         | д. иск.                                                      |
| Доктор исторических наук                                     | д-р ист. наук                                                | д. и. н.                                                     |
| Доктор культурологии                                         | д-р культурологии                                            | д. культ.                                                    |
| Доктор медицинских наук                                      | д-р мед. наук                                                | д. м. н.                                                     |
| Доктор педагогических наук                                   | д-р пед. наук                                                | д. пед. н.                                                   |
| Доктор политических наук                                     | д-р полит. наук                                              | д. полит. н.                                                 |
| Доктор психологических наук                                  | д-р психол. наук                                             | д. п. н.                                                     |
| Доктор сельскохозяйственных наук                             | д-р с.-х. наук                                               | д. с.-х. н.                                                  |
| Доктор социологических наук                                  | д-р социол. наук                                             | д. социол. н.                                                |
| Доктор теологии                                              | д-р теол.                                                    | д. теол.                                                     |
| Доктор технических наук                                      | д-р техн. наук                                               | д. т. н.                                                     |
| Доктор фармацевтических наук                                 | д-р фарм. наук                                               | д. фарм. н.                                                  |
| Доктор физико-математических наук                            | д-р физ.-мат. наук                                           | д. ф.-м. н.                                                  |
| Доктор филологических наук                                   | д-р филол. наук                                              | д. ф. н.                                                     |
| Доктор философских наук                                      | д-р филос. наук                                              | д. филос. н.                                                 |
| Доктор химических наук                                       | д-р хим. наук                                                | д. х. н.                                                     |
| Доктор экономических наук                                    | д-р экон. наук                                               | д. э. н.                                                     |
| Доктор юридических наук                                      | д-р юрид. наук                                               | д. ю. н.                                                     |

В педагогических науках до 1950 года к наименованию учёной степени обязательно добавлялось описание узкой специализации («… по методике истории», «… по физической культуре» и т. п.). Спорадически в названии научной специальности они присутствовали до конца 1960-х годов.
Учёная степень по психологическим наукам начала присуждаться с 1968 года. До этого (с 1953 года) присуждалась учёная степень «кандидат педагогических наук (по психологии)».
Аббревиатуры учёных степеней были установлены Министерством науки и технологий Российской Федерации в 1998 году для целей заполнения форм, сопровождающих обязательные экземпляры диссертаций, положение в настоящее время отменено.
Ранее также существовала степень доктора военно-морских наук. Некоторое время (в районе 1940-х годов) учёная степень доктора искусствоведения называлась доктор искусствоведческих наук. В середине 1930-х годов непродолжительное время существовала степень доктора государственных и общественных наук. До 1930-х гг. существовала учёная степень доктора астрономии и геодезии. Учёная степень доктора политических наук существовала около 1940-х гг., затем была отменена, в 1990-х гг. вновь введена.
Высшая школа экономики, получившая право с 2018 года присуждать собственные учёные степени, создала диссертационный совет по компьютерным наукам, в котором в 2021 году состоялась первая защита докторской диссертации по компьютерным наукам.
На Украине список степеней в основном повторяет российский, за следующими исключениями:
- Геолого-минералогические науки в названиях степеней заменены на геологические науки;
- Введены степени доктора наук по физическому воспитанию и спорту, доктора наук по государственному управлению, доктора наук по социальным коммуникациям. Выделяется также отрасль наук «Национальная безопасность», однако по ней присуждаются степени докторов военных, технических, юридических и других наук — степени доктора наук по национальной безопасности нет.

Многие специальности допускают присуждение соискателям учёной степени по нескольким вариантам отраслей наук в зависимости от преобладающей предметной области конкретной диссертации. Например, по специальности 1.4.4 (физическая химия) могут быть присуждены степени доктора физико-математических, технических или химических наук. При этом, однако, соблюдается принцип «одна диссертация — одна отрасль наук» независимо от количества специальностей диссертации и отраслей наук специальности. Также конкретный диссертационный совет может быть ограничен в номенклатуре присуждаемых степеней в зависимости от отрасли.
25 сентября 2015 года Высшей аттестационной комиссией был утверждён паспорт новой научной специальности «Теология». Теперь по этой специальности можно защищать диссертационные работы и получать учёные степени кандидата и доктора наук.

## Численность
В России в 1995 году из 116 465 исследователей с учёными степенями 19 330 человек имели степень доктора наук (примерно каждый 6-й). На 2008 год из 101 049 исследователей с учёными степенями степень доктора наук была у 25 140 человек (каждый 4-й). На 2009 год степень доктора наук имели 25 295 исследователей. К исследователям отнесены только лица, занимающиеся научными исследованиями и разработками, поэтому общее количество докторов наук больше.
На Украине на 1 октября 2010 года насчитывалось 14 418 работающих докторов наук (примерно каждый 7-й из общей численности 98,4 тыс. работающих специалистов с учёными степенями); за год количество докторов наук выросло на 4,0 %. Из 14 418 работающих докторов наук 2554 имеют звание академика, 1086 — члена-корреспондента, 9434 — профессора, 2286 — доцента, 2159 — старшего научного сотрудника. Среди них 3265 женщин (22,6 %). Распределение по отраслям науки таково: естественные — 6933 чел., технические — 3325, гуманитарные — 1592, общественные — 2568. Лишь 4481 чел. из общей численности докторов наук входит в число исполнителей научных исследований и разработок, то есть занимается наукой, в том числе по естественным наукам 2825 чел., по техническим наукам 739 чел., по гуманитарным 188 чел., по общественным 450 чел. Среди докторов наук, работающих в науке, 21,9 % женщин.
В Белоруссии на 28 апреля 2013 года работало 3790 исследователей с учёными степенями. Из них насчитывалось 719 докторов наук.

## История степени в России

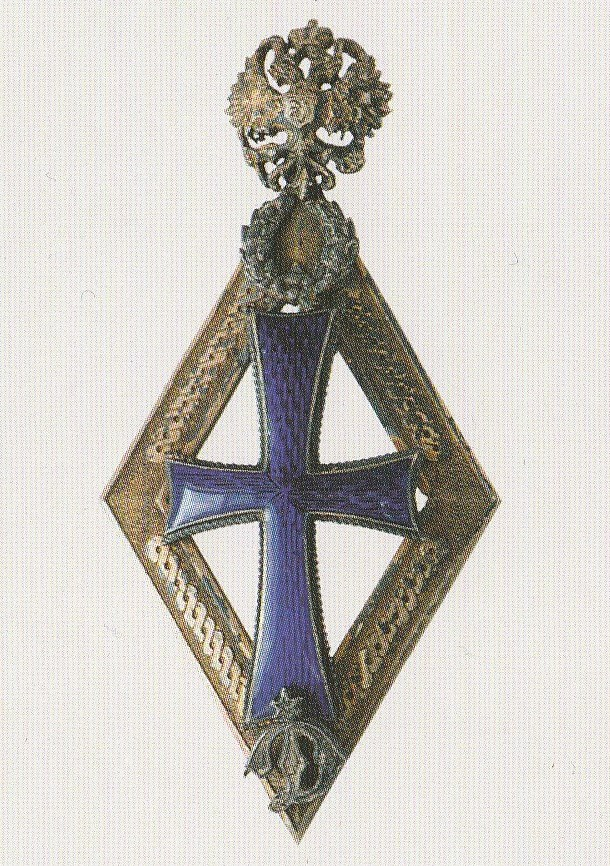
Знак доктора Императорского университета (1885)

В 1791 императрица Екатерина II подписала указ «О предоставлении Московскому университету права давать докторскую степень обучающимся в оном врачебным наукам». Первым доктором медицины стал Ф. И. Барсук-Моисеев (1794). В 1803 Московский университет получил право возведения в учёную степень доктора по всем отраслям наук. Учёная степень доктора давала обладателю право на чин 8-го класса коллежский асессор.
В XIX веке порядок присвоения докторской степени определялся Положениями об учёных степенях и, частично, университетскими уставами. По Уставу 1804 и положению 1819 существовала сложная система производства в доктора, предполагавшая предварительный искус, публичные словесные испытания из четырёх вопросов (два — по выбору, два — по назначению), защиту диссертации. Во второй половине XIX века система упростилась. Получение докторской степени свелось к защите диссертации, которая подавалась для экспертизы в Совет факультета и обсуждалась на публичном диспуте с участием официальных и неофициальных оппонентов.
Декретом Совета народных комиссаров РСФСР от 1 октября 1918 года учёные степени в российских высших учебных заведениях отменялись, а право на занятие кафедр предоставлялось всем лицам, «известным своими трудами или научно-педагогической деятельностью».
Однако, в 1934 г. ЦИК признал целесообразным восстановление учёных степеней кандидата и доктора наук (постановление Совнаркома СССР «Об учёных степенях и званиях» от 13 января 1934). Были сформированы квалификационные комиссии наркоматов (1934), которые могли присуждать учёные степени по 8 научным дисциплинам, по остальным дисциплинам научные степени присуждались ВАК. В 1937 г. был определён перечень отраслей наук, по которым проводится защита диссертаций. В 1941 г. ВАК конкретизировала понятие диссертации как квалификационной работы, «…в которой присутствуют теоретические знания и способность к самостоятельному научному исследованию».

## Аналоги в других странах
Вопрос аналогов российской степени доктора наук за границей не является однозначным ввиду разнообразия требований и характеристик докторской степени в других странах (вплоть до разных регионов одной страны), а также зависимости традиций от области знания.
Так, в ряде западных стран принята одноступенчатая система послевузовского образования (она, например, становится всё более распространённой в Великобритании). В рамках этой системы выпускникам в случае успешной защиты диссертации присваивается степень доктора философии (Ph.D.) (или аналогичная ей), которая в Российской Федерации часто приравнивается к степени кандидата наук, в то время как российская степень доктора наук оценивается выше.
Дополнительно, в некоторых из этих стран существует титул, присуждаемый тому, кто уже является носителем докторской степени, и иногда приравниваемый к титулу доктора наук в Российской Федерации. А именно, в Великобритании и некоторых странах Содружества следующая после доктора философии степень в естественных науках носит название доктор наук (англ. Doctor of Science, D.Sc.); для исследователей, специализирующихся в филологии, — доктор словесности (англ. Doctor of Letters, D.Litt.); в области права — доктор права (Doctor of Laws, LLD). Но, в отличие от российских традиций, присвоение этой степени обычно осуществляется не по результатам защиты диссертации, а по сумме опубликованных трудов и по общему вкладу в науку или даже по общественной или публицистической деятельности. По этой причине титул доктора наук, доктора словесности или доктора права является, скорее, почётной степенью, даваемой за многолетние заслуги, а не результатом работы, нацеленной именно на получение степени.
В европейской континентальной академической системе (в таких странах, как Германия, Австрия), многие особенности которой были заимствованы российской и советской системой послевузовского образования, существует процедура «хабилитации» или «габилитации» (нем. habilitation от лат. habilis «способный, пригодный»), которая следует после присуждения докторской степени. В определённом смысле, эта процедура по ряду параметров аналогична защите докторской диссертации в России, так как после прохождения «хабилитации» учёному присваивается титул «хабилитированного доктора» (лат. doctor habilitatus, Dr. habil.), дающий право на занятие профессорской должности в университете. Однако, строго говоря, титул «хабилитации» не является отдельной учёной степенью, а играет роль квалификации, добавочной к докторской степени и позволяющей претендовать на указанную должность.
Согласно путеводителю о признании российских квалификаций в других европейских странах, размещённому на сайте «Российское образование для иностранных граждан» Архивная копия от 20 декабря 2019 на Wayback Machine (заказчик — Минобрнауки России), «в странах с двухступенчатой системой учёных степеней степень доктора наук должна рассматриваться для целей официального признания как вторая ступень в системе учёных степеней. В странах с одноступенчатой системой учёных степеней она должна оцениваться в качестве официального признания этой степени».
п.262 Международной стандартной классификации образования (МСКО) 2011 (документ № 36 C/19), см. п.29 Доклада Исполнительного совета ЮНЕСКО от 12.02.2012, установлено, что «…в разных странах программы, относящиеся к уровню МСКО 8, называются по-разному, например, кандидат наук (PhD), доктор наук/философии (DPhil), доктор литературы, (D.Lit), доктор (естественных) наук (D.Sc), доктор права (LL.D), докторская степень или аналогичные термины. Однако важно отметить, что программы с названиями, схожими с названием „доктор“, следует включать в уровень МСКО 8, только если они соответствуют критериям, описанным в пункте 263. В целях сопоставимости данных на международном уровне для обозначения уровня МСКО 8 используется термин „докторантура или её эквивалент“.»

### Франция
В 2003 году правительства России и Франции подписали соглашение о взаимном признании документов об учёных степенях, в котором обладатели российской степени «Кандидат наук» и французской степени «Доктора» (фр. Docteur) взаимно сопоставлены. Однако нет договоров, регламентирующих признание французского хабилитированного доктора (фр. Habilitation à diriger des recherches, HDR) и российского доктора наук.

### Германия
В Российской Федерации германская академическая квалификация «Habilitation» признаётся на уровне российской учёной степени «доктор наук», а германская академическая степень «Doktor» — на уровне российской степени «кандидат наук». Соответствующее решение было принято работавшим в 2004—2018 гг. (ныне реорганизованным) Министерством образования и науки Российской Федерации. В Федеративной Республике Германия признание входит в компетенцию министерств земель, когда речь идёт о выдаче разрешения на использование учёных степеней в обществе, и в компетенцию высших учебных заведений, когда речь идёт об академическом поприще, включая научно-исследовательскую деятельность. Эти органы признают российскую учёную степень «Доктор наук» на уровне германской академической квалификации «Habilitation», а российскую учёную степень «Кандидат наук» на уровне германской академической степени «Doktor».